# Крестовский (остров, Якутия)
Кресто́вский — остров в Восточно-Сибирском море в составе Медвежьих островов, административно относящихся к Нижнеколымскому улусу Якутии.

## Исторические сведения
Первым, кто посетил остров Крестовский, стал Дмитрий Лаптев, назвавший остров не прижившимся именем — остров Святого Антония. В 1655 году остров посетил торговец Яков Вятка, обнаруживший здесь следы неизвестных зверей. Точная карта острова была составлена прапорщиками геодезии Иваном Леонтьевым, Иваном Лысовым и Алексеем Пушкарёвым, побывавшими здесь в 1769 году. В 1763 году сержант Андреев нашёл на острове следы обитания людей.
Современное название острова закрепил на карте Ф. П. Врангель в 1823 году по ближайшему материковому мысу Крестовый.

## Физико-географическая характеристика
Расположен в 30 километрах к северо-востоку от материка, отделённый Колымским проливом, в 130 километрах к северо-западу от устья Колымы. Самый западный остров группы.
Является самым крупным островом группы, имеет вытянутую форму с утолщением в южной части, в длину около 16 километров и в ширину от 1,5 километра на севере до 9 километров на юге. Изгиб острова к северу образует бухту Пионер. Северные и восточные берега круты и скалисты, западный берег низменный, покрыт валунами и щебнем, южный берег отлогий. В северной части острова расположены две возвышенности, самая крупная из них — гора Шапка (273 метра) и, к западу от неё, гора высотой 186 метров. В центральной и южной части расположены сопки высотой 40–112 метров. С гор и сопок по направлению к побережью стекает несколько мелких, частично заболоченных ручьёв. На северной сопке на высоте 63 метра находится маяк Огонь Крестовский.

## Флора и фауна
На северо-западном побережье встречается выкидной лес (плавник) (лиственница, пихта и тополь). На всей территории — ягель и короткая трава. Из зверей встречаются олени, медведи, волки, лисы и мелкие грызуны.